# Paradidyma
Paradidyma är ett släkte av tvåvingar som ingår i familjen parasitflugor.

## Artlista[1]
- Paradidyma affinis
- Paradidyma albifacies
- Paradidyma aldrichi
- Paradidyma angusticornis
- Paradidyma apicalis
- Paradidyma aristalis
- Paradidyma armata
- Paradidyma atatula
- Paradidyma bicincta
- Paradidyma brasiliana
- Paradidyma cinerescens
- Paradidyma conica
- Paradidyma contigua
- Paradidyma crassiseta
- Paradidyma derelicta
- Paradidyma jamaicensis
- Paradidyma melania
- Paradidyma merista
- Paradidyma mexicana
- Paradidyma neglecta
- Paradidyma neomexicana
- Paradidyma obliqua
- Paradidyma orbitalis
- Paradidyma palpalis
- Paradidyma peruana
- Paradidyma peruviana
- Paradidyma petiolata
- Paradidyma piliventris
- Paradidyma recincta
- Paradidyma reinhardi
- Paradidyma rufipes
- Paradidyma rufopalpus
- Paradidyma setigera
- Paradidyma townsendi
- Paradidyma trifasciata
- Paradidyma validinervis